# 波旁尼克手抄本

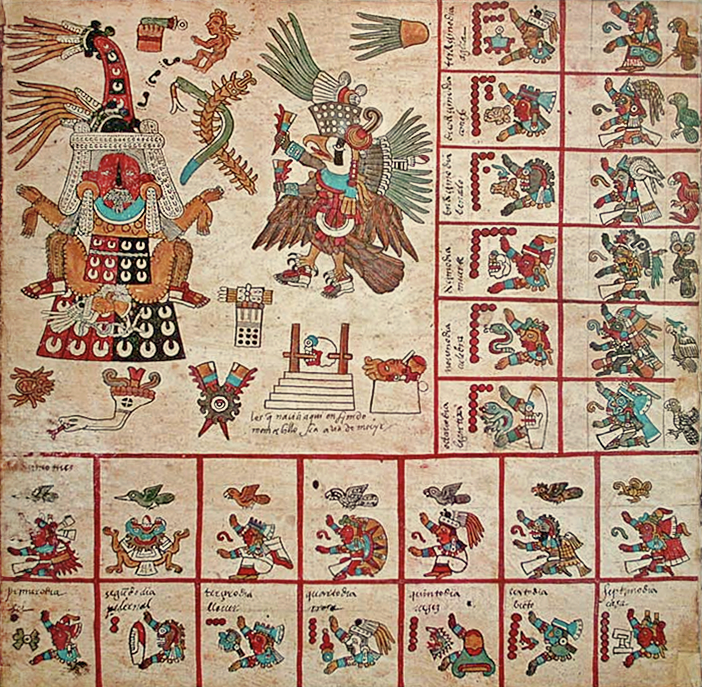
波旁尼克手抄本第13頁的部分。內容是神聖曆的第13旬；本旬的守護神是特拉佐爾特奧特爾。日期的順序是由最左下往右而上讀，如本圖的順序為地震一，燧石二，雨三，以此類推。

波旁尼克手抄本或譯為波朋尼克手抄本（Codex Borbonicus）是阿茲特克手抄本之一，大約作於西班牙征服阿茲特克前、後幾年間，作者可能是阿茲特克祭司。此抄本以法國的波旁宮命名；2004年，Maarten Jansen和Gabina Aurora Pérez Jiménez兩位學者提議將它正名為希瓦夸托手抄本（Codex Cihuacoatl）。
波旁尼克手抄本的材質是樹皮紙；該書長約1417.32公尺，摺疊成39.5乘39平方公分大小的頁面。原有40頁，惟最前與最後各2頁皆散失，現存36頁。原作僅有圖，現存版本上的注解均為後人所加；後來西班牙人甚至加上了一些圖。波旁尼克手抄本可以分為三個部分：
1. 第一部分共18頁，內容是複雜難解的阿茲特克神聖曆，每一頁代表一神聖曆中20旬（trecena）的其中一旬，一旬13天。如右圖，當旬的主要神祇在左上叫的大方格裡；剩下的26個小格子兩個一組，分別繪有當日的日符與神明。這部分磨損得非常嚴重，顯示祭司們參閱得相當頻繁。
2. 第二部分共兩頁，繪著季節曆每年頭一日的日符，內容與夜之主宰有關。對神聖曆和季節曆的52年週期有相當大的重要性。
3. 第三部分為季節曆的各節慶，著重在詮釋儀式和慶典的內容；尤其是新火典禮（New Fire ceremony）的部分對阿茲特克人尤其重要。